# سكوت برايتون
سكوت برايتون (بالإنجليزية: Scott Brayton) هو سائق سيارة سباق أمريكي، ولد في 20 فبراير 1959 في كولدووتر في الولايات المتحدة، وتوفي في 17 مايو 1996 في إنديانابوليس في الولايات المتحدة.

## وصلات خارجية
- سكوت برايتون على موقع Racing-Reference.info (الإنجليزية)
- سكوت برايتون على موقع DriverDB.com (الإنجليزية)